# ماندي وونغ
ماندي وونغ (بالصينية: 黃智雯) هي ممثلة صينية، ولدت في 21 ديسمبر 1982 في هونغ كونغ في الصين.

## وصلات خارجية
- ماندي وونغ على موقع IMDb (الإنجليزية)
- ماندي وونغ على موقع قاعدة بيانات الفيلم (الإنجليزية)